# Yarianna Martínez
Yarianna Martínez (ur. 20 września 1984 w Pinar del Río) – kubańska lekkoatletka, trójskoczkini.

## Osiągnięcia
- srebro Mistrzostw Świata Juniorów (Kingston 2002)
- złoto mistrzostw NACAC młodzieżowców (U-23) (Santo Domingo 2006)
- brązowy medal podczas Uniwerjsady (Bangkok 2007)
- 7. miejsce podczas halowych mistrzostw świata (Sopot 2014)

Martínez reprezentowała Kubę na igrzyskach olimpijskich w Pekinie (2008), gdzie zajęła 21. lokatę w eliminacjach nie awansując do finału.

## Rekordy życiowe
- trójskok – 14,42 (2011)